# Jamunovandu Ngatjizeko
Jamuovandu Ngatjizeko (ur. 28 grudnia 1984 w Omaruru) – piłkarz namibijski grający na pozycji pomocnika.

## Kariera klubowa
Karierę piłkarską Ngatjizeko rozpoczął w klubie Hotflames Windhuk. W jego barwach zadebiutował w 2001 roku w namibijskiej Premier League. W 2002 roku odszedł do Liverpoolu Okahandja, a po roku gry w tym klubie trafił do Civics FC. W latach 2005–2007 trzykrotnie z rzędu wywalczył z Civics mistrzostwo Namibii. Od połowy 2007 roku do końca 2008 grał w African Stars FC, z którym został mistrzem kraju w sezonie 2008/2009.
Na początku 2009 roku Ngatjizeko odszedł do południowoafrykańskiego Jomo Cosmos FC z miasta Johannesburg i grającego w Premier Soccer League. Pół roku później rozwiązał kontrakt z Jomo. W 2009 wrócił do African Stars. W sezonie 2008/2009 został z nim mistrzem kraju, a w sezonie 2009/2010 sięgnął po dublet - mistrzostwo i Puchar Namibii. W sezonie 2010/2011 grał w Blue Waters Walvis Bay, a w latach 2011-2015 ponownie był zawodnikiem African Stars, w którym zakończył karierę. W sezonach 2012/2013 i 2013/2014 zdobył z nim krajowy puchar, a w sezonie 2014/2015 został mistrzem kraju.

## Kariera reprezentacyjna
W reprezentacji Namibii Ngatjizeko zadebiutował 7 września 2003 roku w przegranym 0:2 towarzyskim meczu z Angolą. W 2008 roku był powołany do kadry na Puchar Narodów Afryki 2008 i rozegrał 3 spotkania: z Marokiem (1:5), z Ghaną (0:1) i z Gwineą (1:1). Od 2003 do 2013 rozegrał w kadrze narodowej 38 meczów i strzelił 1 gola.